# Iskriwka-Stausee
Der Iskriwka-Stausee (ukrainisch Іскрівка водосховище; russisch Искровское водохранилище) ist ein Stausee am 539 km langen Inhulez, einem Nebenfluss des Dnepr, im Zentrum der Ukraine.
Der Iskriwka-Stausee liegt im Osten der Oblast Kirowohrad, Rajon Oleksandrija, zwischen den Ortschaften Petrowe und dem 1958 errichteten Staudamm nördlich des Dorfes Iskriwka, das auch dem Stausee seinen Namen gab.
Der in Nord-Süd-Richtung verlaufende Stausee bedeckt 11,2 km² Fläche und umfasst etwa 40,7 Millionen m³ Wasser. Die Länge beträgt 35 km bei einer maximalen Breite von 1,7 km. Die durchschnittliche Tiefe beträgt 3,6 m, am tiefsten Punkt hat das Gewässer eine Tiefe von 14,5 m. Die Länge des Damms beträgt 310 m.
Der Stausee wurde für die Wasserversorgung der Städte Krywyj Rih und Schowti Wody sowie für die Bewässerung gebaut. Das Ufer des Sees wurde teilweise aufgeforstet und dient als Naherholungsgebiet. Die Zuflüsse des Stausees sind der Inhulez und die von Osten einmündende Selena. Unmittelbar südlich des Staudamms mündet die Schowta in den Inhulez, der weiter stromabwärts noch einmal zum Karatschuniwka-Stausee angestaut wird.
Größere Ortschaften gibt es, von der Siedlung städtischen Typs Petrowe am nördlichen Ende des Stausees abgesehen, keine.